# Red Lake Falls (Minnesota)
Red Lake Falls – miasto w Stanach Zjednoczonych, w stanie Minnesota, siedziba administracyjna hrabstwa Red Lake.